# Contea di Fusong
La contea di Fusong (抚松县S, Fǔsōng XiànP) è una contea della Cina, situata nella provincia di Jilin e amministrata dalla prefettura di Baishan.